# Henryk Paner
Henryk Piotr Paner (ur. 9 lipca 1954 w Koninie) – polski archeolog, wykładowca i muzealnik, doktor habilitowany nauk humanistycznych. W latach 1991–2014 dyrektor Muzeum Archeologicznego w Gdańsku.

## Życiorys
W 1981 ukończył studia z archeologii na Uniwersytecie Łódzkim. Po studiach rozpoczął pracę w Muzeum Archeologicznym w Gdańsku i pracował kolejno na stanowisku: asystenta, adiunkta i kierownika naukowego. W 1991 został powołany na stanowisko dyrektora tegoż muzeum, funkcję tę pełnił do rezygnacji w 2014. W 2012 uzyskał tytuł naukowy doktora, zaś w 2016 – doktora habilitowanego nauk humanistycznych. Podczas dwudziestu trzech lat dyrekcji utworzył oddziały MAG: Zamek w Gniewie, Skansen Grodzisko w Sopocie, Centrum Edukacji Archeologicznej „Błękitny Lew” w Gdańsku, a także Centralny Magazyn Zabytków Archeologicznych Pomorza Gdańskiego w Wejherowie. Obecnie pracuje na stanowisku adiunkta w Centrum Archeologii Śródziemnomorskiej Uniwersytetu Warszawskiego.
Jest inicjatorem i współtwórcą ekspozycji archeologicznej w Wielkim Młynie, w XIII-wiecznych piwnicach klasztoru dominikanów pod pl. Dominikańskim i reliktów dwóch kościołów romańskich w Hali Targowej. Od 1993 był kierownikiem ponad 20 ekspedycji archeologicznych do Sudanu.